# Malinae
Malinae es una subtribu de plantas en la subfamilia Amygdaloideae perteneciente a la familia de las rosáceas. El género tipo es: Malus Mill.

## Géneros
- Amelanchier Medik.
- ×Amelasorbus Rehder [= Amelanchier × Sorbus]
- Aria (Pers.) Host =~ Sorbus L.
- Ariosorbus Koidz. = Sorbus L.
- Aronia Medik. ~ Photinia Lindl.
- Chaenomeles Lindl.
- Chamaemeles Lindl.
- Chamaemespilus Medik. =~ Sorbus L.
- Choenomeles Lindl., orth. var. = Chaenomeles Lindl.
- Cormus Spach =~ Sorbus L.
- Cotoneaster Medik.
- Crataegomespilus Simon-Louis ex Bellair [Crataegus + Mespilus]
- ×Crataegosorbus Pojark. [= Crataegus × Sorbus]
- Crataegus L.
- ×Crataemespilus E. G. Camus [= Crataegus × Mespilus (sexual)]
- ×Cydolus Rudenko [= Cydonia × Malus]
- ×Cydomalus De Paoli et al. = Cydolus Rudenko
- Cydonia Mill.
- Dichotomanthes Kurz
- Docynia Decne.
- Docyniopsis (C. K. Schneid.) Koidz. =~ Malus Mill.
- Eriobotrya Lindl.
- Eriolobus (DC.) M. Roem. =~ Malus Mill.
- Hahnia Medik. = Sorbus L.
- Hesperomeles Lindl.
- Heteromeles M. Roem.
- Lazarolus Medik. = Sorbopyrus C. K. Schneid.
- Malacomeles (Decne.) Decne. ~ Amelanchier Medik.
- ×Malosorbus Browicz [= Malus × Sorbus]
- Malus Mill.
- Mespilus L. ~ Crataegus L.
- Micromeles Decne. = Sorbus L.
- Nagelia Lindl. = Malacomeles (Decne.) Decne.
- Osteomeles Lindl.
- Peraphyllum Nutt. ~ Amelanchier Medik.
- Photinia Lindl.
- Pourthiaea Decne. = Photinia Lindl.
- Pseudocydonia (C. K. Schneid.) C. K. Schneid.
- Pyracantha M. Roem.
- ×Pyracomeles Rehder ex Guillaumin [= Pyracantha × Osteomeles]
- ×Pyralus Mezhenskyj [= Pyrus × Malus]
- +Pyrocydonia H. K. A. Winkl. ex L. L. Daniel [Cydonia + Pyrus (graft chimaera)]
- ×Pyromeles Mezhenskyj [= Pyrus × Chaenomeles]
- ×Pyronia H. J. Veitch ex Trab. [= Pyrus × Cydonia]
- Pyrus L.
- Raphiolepis Lindl., orth. var. = Rhaphiolepis Lindl.
- Rhaphiolepis Lindl.
- ×Sorbaronia C. K. Schneid. [= Sorbus × Aronia]
- ×Sorbocotoneaster Pojark. [= Sorbus × Cotoneaster]
- ×Sorbomespilus ined. [Sorbus × Mespilus]
- ×Sorbopyrus C. K. Schneid. [= Sorbus × Pyrus]
- Sorbus L.
- Sportella Hance = Pyracantha M. Roem.
- Stranvaesia Lindl. = Photinia Lindl.
- Torminalis Medik. =~ Sorbus L.